# José Cuesta Monereo
José Cuesta Monereo (Jaén, 5 de desembre de 1895 - Madrid, 7 d'octubre de 1981) va ser un militar espanyol que va exercir un paper molt destacat en el cop d'estat del 18 de juliol de 1936 a Sevilla.

## Biografia
José Cuesta Monereo era militar de carrera, diplomat en Estat Major.
Al febrer de 1936 es trobava destinat en Sevilla, en la II Divisió Orgànica, com a comandant d'Estat Major. A partir d'aquest moment, i ja definitivament a l'abril-maig, es va convertir en el "director" de la conspiració militar per a Sevilla i la seva província Malgrat la posterior adhesió del general Queipo de Llano i de la propaganda franquista que l'elogiava com a gran artífex, Monereo va ser el veritable cervell del cop d'estat de juliol de 1936 a Sevilla. El matí del 18 de juliol, al costat de Queipo de Llano, Cuesta Monereo va ser un dels oficials que es va revoltar i va arrestar al comandant de la II Divisió, el general Villa-Abrille, després de la qual cosa va donar començament a la revolta militar. Cuesta també va ser un dels encarregats de supervisar i publicar el ban de guerra. La seva tasca també es van ampliar a altres àmbits. Per exemple, uns mesos després, al setembre, va emetre diverses instruccions perquè a la premsa no aparegués informació relacionada amb la repressió que estaven duent a terme els revoltats.
Posteriorment, al desembre de 1936, habilitat ja com a tinent coronel, Queipo el va promoure a cap d'Estat Major de l'Exèrcit del Sud, càrrec que exerciria la resta de la guerra.
Durant la Dictadura franquista va ocupar llocs destacats: va ser governador militar del Camp de Gibraltar (1953-1957), capità general de Balears (1957-1959) i va aconseguir el cim de la seva carrera quan va ser nomenat cap de l'Estat Major Central el 23 d'abril de 1959, ascendint al rang de tinent general i passà a situació de reserva en 1961.Va estar molt lligat a la ciutat de Sevilla.
Va morir en 1981, senti fou enterrat a la capital sevillana.